# Vergiss mein nicht (Roman)
Vergiss mein nicht (Titel der Originalausgabe: Kisscut) ist ein Kriminalroman der US-amerikanischen Schriftstellerin Karin Slaughter und bildet den zweiten Band der Grant-County-Serie, die mit dem Roman Belladonna begann. Das im Jahr 2002 im Original und 2004 auf Deutsch veröffentlichte Buch ist der zweite Fall der Kinderärztin und Gerichtsmedizinerin Dr. Sara Linton, gefolgt von Dreh dich nicht um (2005), Schattenblume (2006), Gottlos (2007) und Zerstört (2009).

## Inhalt

### Handlung
Die Geschichte beginnt mit einer Szene, die sich in einem heißen Sommer, im fiktiven Heartsdale, Georgia, abspielt. Auf dem Parkplatz der Rollschuhbahn, auf der Linton und ihr Exmann, der Polizeichef Jeffrey Tolliver, ihre Beziehung zu der Musik von ABBA „Dancing Queen“ wiederzubeleben versuchen, werden sie in ein Beziehungsdrama zwischen der dreizehnjährigen Jenny Weaver und dem gut aussehenden Schwerenöter Mark Patterson hineingezogen. Jenny droht, den sechzehnjährigen Patterson zu erschießen. Bevor sie jedoch die Selbstjustiz ausführen kann, sieht sich Sheriff Tolliver gezwungen, das Mädchen zu erschießen. Bei der anschließenden Autopsie macht Gerichtsmedizinerin Sarah Linton schockierende Entdeckungen bei dem Opfer: Das Mädchen war mehrfach missbraucht, ihre Klitoris beschnitten und ihre Vagina auf grausame Weise zugenäht worden. Nicht nur der junge Teenager, sondern auch ein totes Baby, das in einem blutverschmierten Rucksack auf der Toilette der Eislaufbahn gefunden wird und von dem man am Anfang angenommen hatte, dass Jenny seine Mutter („Mit seinen 28 Wochen wäre Jenny Weavers Kind auch lebensfähig gewesen, wenn seine Mutter nicht versucht hätte, es die Toilette herunterzuspülen“) ist, sind der Beginn einer unheilvollen Entwicklung in der ansonsten so verschlafenen Kleinstadt. Der Verdacht fällt auf Inzest, Kinderpornographie, Kreuzigung und Folter von Minderjährigen. Es kommen noch weitere unappetitliche Details menschlicher Abgründe zum Vorschein, beispiellose Straftaten, in die auch der Kinderpfarrer des Ortes und zwei ältere Mütter als Haupttäter verwickelt sind. Officer Lena Adams, die selbst einmal Opfer einer Vergewaltigung war und noch immer unter den Spätfolgen leidet, die so stark sind, dass sie kurz davor ist, Selbstmord zu begehen, kommt ihnen auf die Spur. Jennys Mutter, Dottie Weaver, spielt dabei eine zentrale Rolle. Marks minderjährige und schwangere Schwester Lacy taucht eines Tages in der Kinderklinik auf, da sie sich vor ihrem Bruder verstecken will. Mark Patterson hatte sich von einem Missbrauchsopfer selbst zum Täter entwickelt und war aktiv an den Misshandlungen von Jenny beteiligt. Seine Rolle in dem Pädophilenring besteht darin, die weiblichen Opfer zu verführen, sie gefügig zu machen und sie mit den erwachsenen Tätern des Rings, die alle eine bestimmte Tätowierung tragen, zu schänden. Sheriff Tolliver nimmt eine Verfolgungsjagd mit ihnen auf, verliert sie am Ende jedoch wieder. Auch eine Videoüberwachung eines Schließfaches, in dem belastendes pornographisches Material aufbewahrt wird, schlägt fehl. Die Verbrecher tarnen sich weiterhin mit ihrer bürgerlicher Fassade und werden von der Kirche gedeckt.

## Sprachstil
„‚Dancing Queen‘, sang Sara Linton leise mit, während sie ihre Runde auf der Rollerskates-Bahn drehte. ‚Young and sweet, only seventeen‘. Links neben sich hörte sie das ungestüme Rattern von Skates und konnte sich gerade noch rechtzeitig zur Seite drehen, um ein Kind aufzufangen, bevor es mit ihr zusammenprallte.“

„Zum ersten Mal an diesem Abend erwog Jeffrey ernsthaft abzudrücken. Er versuchte sich mit aller Kraft davon zu überzeugen, dass sie für den Jungen, der vor ihr stand, trotz ihres alters eine unzweifelhafte Gefahr bedeutete. Wenn er sie nur am Bein oder an der Schulter traf, könnte sie immer noch feuern. Auch wenn er auf ihren Rumpf zielte, bestand die Möglichkeit, dass sie mit letzter Kraft einen Schuss abgab, bevor sie zusammensackte. So wie Jenny ihre Beretta hielt, wäre der Junge tot, bevor sie am Boden lag. ‚Männer sind so schwach‘, zischte Jenny und visierte ihr Ziel an, ‚Ihr macht nie das Richtige. Ihr sagt, ihr werdet es tun, aber tut es dann doch nie.‘“

## Rezeption
Hinter der Kleinstadtidylle von Heartsdale lauert das Entsetzen. In puncto Grausamkeiten und bizarrer Abartigkeiten steht Vergiss mein nicht dem ersten Band in nichts nach. Auch in diesem temporeichen Mainstream-Thriller, der in einer einfachen, teilweise vulgären, Sprache verfasst ist, nimmt sich Slaughter ein weiteres Tabuthema vor, welches ins expliziter Gewaltpornographie geschildert wird. Frank Dudley nennt den Plot hingegen als „arg konstruiert“, „unglaubwürdig“ und die Recherchearbeit zu diesem Roman „lieblos“ ausgeführt. Auch die Hauptfiguren haben immer wieder mit ihrer eigenen kitschigen Liebesbeziehung und mit Schicksalsschlägen zu kämpfen. Sarah Linton plagen Gewissensbisse, weil sie als Kinderärztin diesen Missbrauch an ihren kleinen Patienten nicht wahrgenommen hat. Auch Tolliver bereut, dass er die unschuldige Jenny durch einen finalen Schuss in den Hals töten musste und geht im Geiste noch einmal alle Handlungsoptionen durch, die er in dieser Lage vielleicht gehabt hätte. Der Antagonist, in Figur des pädophilen Pfarrers, wirke auf die Geschichte etwa „so spannungsfördernd wie ein Milkshake“.

## Textausgaben
- Karin Slaughter: Vergiss mein nicht. Wunderlich, Reinbek bei Hamburg 2004, 446 Seiten, ISBN 3-8052-0731-X (Originaltitel: Kisscut. Übersetzt von Teja Schwaner).